# Bruchophagus nigrinotatus
Bruchophagus nigrinotatus är en stekelart som först beskrevs av Girault 1915.  Bruchophagus nigrinotatus ingår i släktet Bruchophagus och familjen kragglanssteklar. Inga underarter finns listade.